# TANG- The African Network of Germany
The African Network of Germany e.V., TANG ist die Interessenvertretung von Menschen afrikanischer Herkunft und afrikanischer Vereine in Deutschland. TANG entstand im Rahmen der ersten „Afrika in Deutschland“- Matinee, zum 50. Jahrestag der Gründung der Organisation für Afrikanische Einheit, die am 24. Mai 2013 im Schloss Bellevue auf Einladung des Bundespräsidenten Joachim Gauck stattfand. Als Dachverband afrikanischer Akteure in Deutschland versteht sich der Verein als Stimme der rund 800.000 Menschen afrikanischer Herkunft in Deutschland, die aus allen 54 afrikanischen Ländern stammen.
Darüber hinaus engagiert sich TANG in eigenen Projekten unter Förderung und in der Zusammenarbeit mit verschiedenen Bundesministerien in den Bereichen der Integrationsarbeit und Entwicklungspolitik. Im Rahmen der vom Bundesministerium des Innern geförderten Strukturförderung wurden 2018 in allen Bundesländern Mitglieder akquiriert, um die Stimme afrikanischer Akteure in Deutschland weiter zu stärken. 

## Organisation

### Struktur
Der eingetragene Verein ist eine bundesweite Dachorganisation. Das Bundesnetzwerk TANG e.V. vernetzt aktuell mehr als 900 afrodeutsche Vereine.

### Bundesvorstand
(Quelle:)
- Sylvie Nantcha, Initiatorin und Bundesvorsitzende
- Georginah Nussbaumer, Stellvertretender Bundesvorsitzender
- Lewis Samuel, Stellvertretender Bundesvorsitzender
- Nelly Djappa, Beisitzer im Bundesvorstand und Kassenwärtin
- Hervé Tcheumeleu, Beisitzer im Bundesvorstand
- Abderahim En-Nosse, Beisitzer im Bundesvorstand
- Guy Mewoekpora, Beisitzer im Bundesvorstand

## Ziele
Schwerpunkte der Arbeit sind die Integration von Menschen afrikanischer Abstammung in Deutschland und die Stärkung der deutsch-afrikanischen Beziehungen. Ziel der Arbeit ist auch die Mitgestaltung der deutschen Integrationspolitik durch die Teilnahme an integrationspolitischen Treffen der Bundesintegrationsbeauftragten, am Integrationsgipfel der Bundeskanzlerin und die Erarbeitung eines Positionspapiers für den Integrationsgipfel.

## Projekte

### Strukturförderung von TANG
Das Bundesministerium des Innern fördert Migrantenorganisationen mit der sogenannten Strukturförderung, um diese als kompetente Kooperationspartner zu gewinnen. Seit Ende 2017 wird TANG in diesem Rahmen dabei unterstützt, die eigenen Strukturen auszubauen und sich zu professionalisieren. Teil von diesem Projekt sind auch die Erhöhung der Sichtbarkeit von TANG und seinen Mitgliedern im bundesweiten Kontext. 
TANG verpflichtet sich im Gegenzug, als Ansprechpartner für Kommunen, Länder und die Bundesregierung zu fungieren. Hierfür wurden 2018 in jedem Bundesland Landesvorstände gegründet. Im Zuge der Strukturförderung sollen in jedem Bundesland neue afrikanische Vereine und Akteure hinzugewonnen werden.

### Verlorene Träume - Lost dreams - Rèves perdus
Das Projekt Verlorene Träume – Lost dreams – Rèves Perdus ist ein Filmprojekt zur Prävention der illegalen Migration. Jährlich sterben hunderte von Menschen bei der Durchquerung der Sahara und bei der Überquerung des Mittelmeers. Um genau dieses Dilemma zu beenden, wurden in der ersten Phase des Projektes viele Kurzfilme gedreht, die in der zweiten und dritten Phase des Projektes im nationalen Fernsehen und bei verschiedenen Sensibilisierungskampagnen präsentiert wurden. Bis jetzt konnten so mehrere tausend Menschen in Kamerun, Burkina Faso, Senegal, Elfenbeinküste, Niger, Senegal und Nigeria erreicht werden. Das Projekt wird vom Auswärtigen Amt finanziert.

### Vielfalt gestalten!
Das Projekt Vielfalt gestalten! fand im Jahr 2017 zum dritten Mal statt. Im Rahmen des Projektes finden jährlich vier Multiplikatorenschulungen statt. Die Teilnehmerschaft variiert hierbei von Seminar zu Seminar. Von Journalisten, über Migrantenbeirats- und Migrantenvereinsmitgliedern hin zu Menschen, die mit Geflüchteten arbeiten. Im Fokus der Seminare steht die Vernetzung der Teilnehmer untereinander, um so für eine Verbesserung in der Tätigkeit des jeweiligen Bereiches zu sorgen. Ein weiteres Ziel besteht darin, die interkulturelle Kompetenz der Teilnehmer zu verbessern. Das Projekt wird durch das Bundesamt für Migration und Flüchtlinge gefördert.

### Menschen stärken Menschen
Im Rahmen des Patenschaftsprojektes werden seit 2016 Patenschaften zwischen Geflüchteten und Einheimischen abgeschlossen. Die Patenschaften, die zwischen Geflüchteten und Bürgern abgeschlossen werden, tragen enorm zur erfolgreichen Integration der Geflüchteten bei. Außerdem kann mit dem Projekt Vorurteilen entgegengewirkt werden. Insgesamt konnten schon knapp 500 Patenschaften abgeschlossen werden. Innerhalb des Projektes gibt es verschiedene Angebote: eine Nähwerkstatt, eine Fahrradwerkstatt für Geflüchtete und Paten sowie eine Schülerhilfe und einen Computerkurs, bei denen Schülern jeden Alters Unterstützung angeboten wird. Mit diesen Angeboten konnten 2017 über 600 Menschen erreicht werden. Das Projekt wird vom Bundesministerium für Familie, Senioren, Frauen und Jugend unterstützt.

### Wo ich singe, ist meine Heimat!
Das Projekt Wo ich singe, ist meine Heimat! hat das Ziel, durch Gesang den interkulturellen Austausch anzuregen und so für ein besseres Miteinander zu sorgen. Das Angebot richtet sich an Schüler mit und ohne Migrationshintergrund. An den acht bis zehn Workshops 115 Schüler teil. Abgeschlossen wurde die erste Phase des Projektes mit einem Schulkonzert in den drei teilnehmenden Schulen. In der zweiten Phase wurden studentische Paten hinzugezogen, welche als Mentoren fungierten. In der dritten Phase sollen auch noch Eltern und Lehrer hinzugezogen werden, damit soll der Abschluss des Projektes generationsübergreifend und kulturunabhängig werden und in einer singenden Stadt enden. Das Projekt wird vom Bundesministerium des Innern finanziert.

### Niederschwellige Deutschkurse für Frauen
Das Bundesministerium des Innern unterstützt seit 2016 niederschwellige Frauenkurse von TANG. Dieses Kursangebot richtete sich vor allem an die Frauen, denen es bisher aus verschiedenen Gründen nicht möglich war an einem Integrations- oder Sprachkurs teilzunehmen. Ein besonderes Augenmerk wird hier auf den lebensnahen Praxisbezug gelegt. Der Kurs richtet sich nach den Bedürfnissen und der Lebenswelt der Frauen. Auch im Fokus liegt die Zugänglichkeit für alle Frauen, sodass sowohl Frauen ohne, als auch mit Kenntnissen teilnehmen können. 2017/2018 konnten insgesamt fast 80 Frauen durch das Projekt erreicht werden.

### Bundesfreiwilligendienst mit Flüchtlingsbezug
Seit 2015 läuft das Sonderprogramm "Bundesfreiwilligendienst mit Flüchtlingsbezug", gefördert durch das Bundesministerium für Familie, Senioren, Frauen und Jugend, um die Integration von Flüchtlingen zu unterstützen. 2016 und 2017 wurde von TANG im Rahmen des Projektes 23 Bundesfreiwillige in Hamburg, Berlin, Dortmund, Freiburg, Heidelberg und Esslingen eingesetzt.